# Fox Sports (México)
Fox Sports es un canal de televisión por suscripción deportivo mexicano de origen estadounidense. Fue lanzado en 1995 como un bloque deportivo en la variante latinoamericana del canal FOX, en donde ofrecía los más destacados partidos de la NFL hasta 1996, cuando la cadena compró el canal deportivo Prime Deportiva para relanzarlo como Fox Sports Américas y posteriormente a Fox Sports en 1999.
El canal era propiedad de Fox Networks Group; y tras la venta en 2019, pasó a ser propiedad de The Walt Disney Company Latin America y era operada por Disney Media Networks Latin America, en virtud de un acuerdo de licencia de marca con Fox Broadcasting Company, sin embargo, el Instituto Federal de Telecomunicaciones dictaminó que estos canales no podrían formar parte de la venta debido a que de realizarse, se crearía un monopolio que afectaría al mercado. En mayo de 2021, los activos se vendieron a Grupo Multimedia Lauman. En junio de 2024, se había anunciado que Grupo Lauman se desharía de las operaciones de Fox Sports, vendiendo el canal a Fox Corporation (empresa que se creó después de la compra de 21st Century Fox por parte de Disney con los activos que este último no podía comprar), sin embargo, la venta no se llegó a concretar y esto provocaría más tarde conflictos legales entre Lauman y Fox Corp.

## Historia

### Inicios
El canal originalmente fue lanzado por Liberty Media en 1996 bajo el nombre Prime Deportiva. Antes de su lanzamiento, el 31 de octubre de 1995, News Corporation adquirió el 50 % de acciones del grupo Prime Network, propiedad de Liberty Media, así como sus canales internacionales (como Premier Sports y Prime Sports Asia) como parte de la expansión de las operaciones de Fox Sports en las Américas.
En 2009, News Corporation lanzó un nuevo canal llamado Fox Sports+ para la transmisión de partidos de fútbol en vivo al mismo tiempo con Fox Sports. En 2012, Fox Sports+ fue renombrado como Fox Sports 2, mientras que Speed Channel fue relanzado como Fox Sports 3.
En enero de 2015, el canal cambia su relación de aspecto de 4:3 a 16:9 en todas sus señales en definición estándar (SD) y empieza a emitir toda su programación en formato panorámico.
En sus inicios, Fox Sports realizaba sus transmisiones en conjunto con Fox Sports en Español desde Los Ángeles, California. A partir de mayo de 2010, los contenidos de Fox Sports para el Cono Norte se hacen desde los estudios de Comtelsat en la Ciudad de México.

### Venta de Fox a Disney. Compra por el Grupo Lauman
Debido a la venta de 21st Century Fox a The Walt Disney Company en 2019, Disney adquirió prácticamente todos los activos de la compañía, incluyendo los canales internacionales de Fox Sports. Sin embargo, Disney tuvo que excluir las operaciones de Fox Sports en México, debido a las medidas impuestas por el Instituto Federal de Telecomunicaciones (IFT), para así poder obtener la aprobación de compra de los organismos mexicanos.
En México, el Instituto Federal de Telecomunicaciones ordenó la desincorporación o venta de los canales Fox Sports y todos los activos de ese negocio, ya que de la concentración resultaría una empresa con la capacidad unilateral de afectar la oferta o los precios para los proveedores de servicio de televisión restringido, lo que afectaría la competencia en este rubro. El proceso duraría 1 año; sin embargo, se extendió mediante prórrogas debido a las malas condiciones de la economía tras la pandemia de COVID-19. Luego de que las condiciones se prestaron a ello y a que la IFT presionó, el 21 de mayo del 2021 se dio a conocer que la venta se realizó y se aprobó por parte del órgano de telecomunicaciones mexicano. En mayo de 2021 se anunció que Fox Sports sería vendida al Grupo Multimedia Lauman, conglomerado que opera en México el canal de televisión por suscripción El Financiero y cuenta con una alianza con la compañía estadounidense Bloomberg TV. El 8 de junio de 2021, el Instituto Federal de Telecomunicaciones aprobó la venta al Grupo Multimedia Lauman.
El 14 de septiembre de 2021, los logos en pantalla de los tres canales de Fox Sports se ajustaron y se minimizaron, sin perder las animaciones que cambiaban de la mostrada en azul y blanco a blanco y transparente.

### Lanzamiento de Fox Sports Premium y polémica con Dish
El 5 de marzo de 2022, durante sus transmisiones de la Liga MX, se realizó el anuncio del lanzamiento de Fox Sports Premium. El proyecto se había anunciado en 2018, sin embargo, debido a la venta de Fox, este se pausó.
A partir de 2022, Fox Sports comenzó a transmitir la Liga Mexicana de Béisbol, además de comenzar con otros reajustes de programación.
Desde el 13 de abril de 2022, Dish México sacó de su programación los canales de Fox Sports debido a que la cablera no llegó un acuerdo con el propietario de Fox Sports, Grupo Lauman. La cablera propiedad de MVS Comunicaciones alegaba sobre el incremento del costo de los canales, que no tenían justificación debido a que supuestamente Lauman tenía la intención de mudar la programación de los canales básicos al canal prémium y tenerlos en exclusiva. Grupo Lauman por su parte sólo se limitó a negar la información y a comentar sobre las infructuosas negociaciones, que esperan recuperar.

### Conflicto por impago de derechos de emisión, anuncio de venta a Fox Corporation (2024-presente)
El 18 de febrero de 2024, tanto Atlas como Santos de la Liga MX Femenil, dieron a conocer que habían dado por finalizado su contrato de transmisión con Fox Sports, debido a la falta de pagos correspondientes por parte de dicha cadena, siendo la primera vez que ocurriría una situación como esta.
El 21 de junio, el Instituto Federal de Telecomunicaciones reveló a través de un comunicado que después de 3 años de ser manejado por Grupo Lauman, Fox Sports México pasaría a ser adquirido por Fox Corporation y empezaría a formar parte de su división homónima Fox Sports.
El 7 de agosto, la cadena confirmó que había adquirido los derechos de emisión del 50 % de los encuentros de la Premier League y FA Cup, a partir de la temporada 2024-25 hasta la 2027-28.
El 12 de diciembre, la NFL reveló a través de Twitter, que las transmisiones de Fox Sports de la liga serían suspendidas hasta nuevo aviso comenzando con el partido del jueves por la noche 'LA Rams vs. San Francisco 49ers' y los 4 juegos del domingo por la tarde de la semana 15, que solo pudieron verse a través del NFL Pass Game en DAZN. Según se reportó en su momento, el conflicto contractual se debió al incumplimiento de pago por los derechos televisivos de la competición y, por lo tanto, la cadena dejaría de emitir juegos por el resto de la temporada 2024. No obstante, más tarde y de forma imprevista, Fox Sports anunciaría que emitiría los respectivos partidos establecidos en su acuerdo televisivo para las siguientes semanas y, posteriormente, el Super Bowl LIX.
El 13 de diciembre, se confirmó que la Confederación de Norteamérica, Centroamérica y el Caribe de Fútbol (CONCACAF) había puesto una demanda al dueño de la cadena por presunto incumplimiento de pagos por los derechos de transmisión de las competiciones de esta misma. Tras este hecho, se informó que la venta del canal a Fox Corporation no se había realizado y que su propietario seguía siendo Grupo Lauman.
El 19 de diciembre, The Guardian dio a conocer que la Premier League estaba considerando dar por finalizado su acuerdo de cuatro temporadas con Fox Sports México e, incluso, emprender acciones legales en contra de esta, después de que la cadena no haya pagado lo correspondiente por los derechos de TV de la primera división de fútbol inglesa.
El 31 de enero de 2025, se oficializó en un comunicado por parte de la CONCACAF que esta le había rescindido el contrato televisivo a Fox Sports, perdiendo así los derechos de transmisión de competiciones como la Concacaf Champions Cup (esto ocurrió como consecuencia de la demanda que la confederación le impuso al canal hace más de un mes antes).
El 7 de febrero, se reveló que la cadena no transmitiría los partidos de la cuarta ronda de la FA Cup ni tampoco los de la Premier League, después de que estos y todo el contenido relacionado con estas competiciones haya sido eliminado de su programación comenzando con el encuentro 'Manchester United VS Leicester City' de la FA Cup y el 'Everton contra Liverpool' correspondiente a la jornada 15 de la liga de Inglaterra; esto fue provocado debido a la disputa que tuvo Fox Sports con la Premier League anteriormente, la cual habría ocasionado que, luego de la falta de pagos correspondientes por los derechos televisivos de ambas competiciones, estos se le suspendieran temporalmente al canal. El 19 de febrero, se confirmó que la cadena había perdido totalmente los derechos de transmisión, con su reemplazo siendo la plataforma de streaming tipo FAST Tubi —que ya se había hecho, previamente, con varios derechos de emisión que Fox Sports no pudo conservar, como los de los partidos como local de Pachuca y León en la Liga MX y toda la Concachampions—.

#### Batalla legal contra Fox Corporation
El 4 de marzo de 2025, Fox Sports México dio a conocer a través de un comunicado, que había tomado acciones legales contra Fox Corporation y Grupo Pachuca debido a que no se le habría respetado el presunto derecho de preferencia por ofertar para seguir transmitiendo los encuentros como local de Club León y Club Pachuca en la Liga MX en territorio mexicano, por lo cual el canal pidió a un juez que ordenara que estos juegos se quedaran sin emisión oficial mediante Tubi (propiedad de Fox Corp.), hasta que se resuelva el asunto. Sin embargo, posteriormente, tanto Fox Corporation como Grupo Pachuca respondieron, aclarando que Grupo Lauman no había pagado lo correspondiente por los derechos televisivos de ambos clubes y, por lo tanto, la negociación por éstos de parte de Fox Corp. era licita, y que los partidos continuarían emitiéndose en Tubi; además, Fox Corp. indicó que el permiso con el que contaba Grupo Lauman para usar la marca «Fox» había expirado y, por tanto tendría que retirarla paulatinamente. Más tarde, Fox Sports MX desmintiría esto último y, después, declararía que había obtenido una medida cautelar para que Fox Corporation no pudiera seguir utilizando el nombre «Fox» en sus transmisiones de Tubi.
El 21 de marzo, se reportó que Fox Corporation había lmpuesto a Grupo Lauman una demanda civil en Los Angeles, California, en la que reclama 850 millones de pesos mexicanos (52 millones de dólares estadounidenses), debido a que, de acuerdo con esta, Fox Corp. fue quien adquirió los derechos de transmisión de los partidos de local de los equipos de Grupo Pachuca en el Torneo Apertura 2024, y que el canal mexicano se había hecho con una sublicencia para seguir emitiéndolos en el transcurso de las negociaciones que tenía la empresa estadounidense con Grupo Lauman para adquirir Fox Sports México, de la cual el abono correspondiente de 221 millones MXN (13 millones de dólares) no se habría llevado a cabo por parte de la compañía mexicana.
El 4 de abril de 2025, tanto Tubi como Grupo Pachuca confirmaron que el partido entre Tuzos y América, correspondiente a la jornada 14 del Torneo Clausura 2025, no sería transmitido en ninguna parte debido a la orden de un juez, causada por los problemas legales comenzados en marzo entre Fox, Pachuca y Lauman.  El 8 de abril, el Club Pachuca confirmó que regresarían sus transmisiones a través de Tubi, tras un fallo a favor por parte de un juzgado federal, y se reportó que Grupo Pachuca había demandado a Grupo Lauman por daños y prejuicios.
El 14 de agosto de 2025, Fox Corporation llevó a cabo en la Corte de Distrito Sur de Nueva York una demanda contra Media Deportes México (operador de Fox Sports MX de Grupo Lauman), para impedirle el uso de la marca «Fox Sports» en México y los Estados Unidos durante 14 días, cuyo permiso de uso, según Fox Corp., había vencido en marzo de 2025 y habría sido utilizado de forma indebida.

## Programación
Fox Sports emite en cuanto a fútbol los partidos como local de Tigres de la Liga MX Femenil, así como encuentros de la Liga Europa de la UEFA y la Liga Conferencia de la UEFA.
Por su parte, en otros deportes, Fox Sports emite la National Football League, las Grandes Ligas de Béisbol y la All Elite Wrestling.

## Canales

### Fox Sports
En la actualidad transmiten los shows de Fox Sports, y los deportes de más audiencia, tales como la Liga MX, Premier League, NFL, MLB, las competiciones de clubes de la UEFA y Fórmula 1.

### Fox Sports 2
Nace en 2009 con el nombre de Fox Sports+ para poder transmitir partidos de la UEFA Champions League, UEFA Europa League, entre otros eventos. La señal Norte de Fox Sports+ comenzó sus transmisiones como un canal de transmisión ininterrumpida, en contraste con la Señal Sur. A partir del 5 de noviembre de 2012 este canal pasó a llamarse Fox Sports 2 como un canal de programación ininterrumpida.
En la actualidad, se transmite la programación alternativa a Fox Sports, y contenidos de sus derechos, así como todo el fútbol mexicano (Liga MX, Liga de Expansión MX y Liga MX Femenil).

### Fox Sports 3
Señal para todo México que está disponible desde el 5 de noviembre de 2012, dedicado exclusivamente a los deportes a motor aunque ocasionalmente emiten eventos deportivos fuera de esta rama, reemplazó a Speed.
Toma algunas de los campeonatos de automovilismo que anteriormente transmitía Speed, entre ellos la Fórmula 1.
Además tiene programas dedicados al mundo motor y también la transmisión de algunos partidos de la fase de grupos de la UEFA Europa League y la UEFA Conference League. Así mismo cuando Fox Sports y Fox Sports 2 se ocupan, acá se transmite la programación alternativa de estos dos canales.

### Fox Sports Premium
Había sido anunciado en 2018, sin embargo nunca salió al aire. Luego de la venta de Fox a Disney, Grupo Multimedia Lauman logra tener los derechos de la Fórmula 1, UFC y WWE. El 5 de febrero de 2022 se anuncia el lanzamiento del canal, y posteriormente salen al aire sus promocionales, donde se anuncian dentro de sus contenidos, estos deportes, así como también partidos en exclusiva de la Liga MX.
El canal hizo su debut el 2 de abril del 2022 con la transmisión de WrestleMania 38.

## Personalidades del canal
Se incluye a los locutores, comentaristas y conductores de Fox Sports, Fox Sports 2 y Fox Sports 3.
- Alberto Lati
- Alberto "Beto" Rojas
- Alejandro "Alex" Blanco
- Alejandro Correa
- Antonio "Tony" Valls
- Carlos Moreno
- Carlos Rodrigo Hernández
- Carlos Rosado
- Carlos Sequeyro
- Carlos Velasco
- Christian Elguea
- David Espinosa
- Diego Venegas Díaz
- Eduardo Sainz
- Eduardo de la Torre
- Ernesto del Valle
- Enrique Gómez
- Emilio León
- Erika Fernández
- Fabián Estay
- Fernando Bastién
- Fernando “cachazapes” Cevallos
- Fernando Schwartz
- Fernando Von Rossum de la Vega
- Gabriel Medina Espinosa
- Gerardo Higareda
- Guillermo Salas
- Gustavo Mendoza
- Jean Duverger
- Jimena Sánchez
- Jonathan Magaña
- José Vicente  "Pepe" Segarra
- José Pablo Coello
- Jorge Alcaraz
- Juan Carlos Casco
- Lorena Troncoso
- Luis Díaz "Chapulín"
- Luis Hipólito
- Luis Manuel "Chacho" López
- Luis Ramírez
- Luis Rodríguez
- Luis Mario Sauret
- María Fernanda Mora
- Marlon Gerson
- Mónica Arredondo
- Natalia León
- Oscar Guzmán
- Rafael Márquez Lugo
- Ricardo García Ochoa
- Ricardo "Pato" Galindo
- Ricardo Sales
- Rossana Salgado
- Salim Chartouni
- Santiago Puente
- Sergio Treviño
- Tony Rivera
- Ulises Herbert

#### Corresponsales
- Christian Martin (corresponsal en Europa)
- Daniel Gironés (corresponsal en España)
- Lola Hernández (corresponsal en España)

## Logotipos

1999-2001
2001-2009
2009-2012
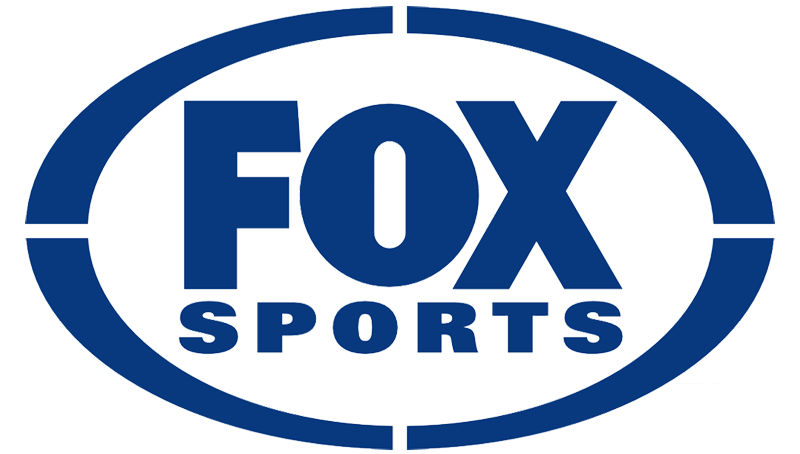
2012
Desde 2012
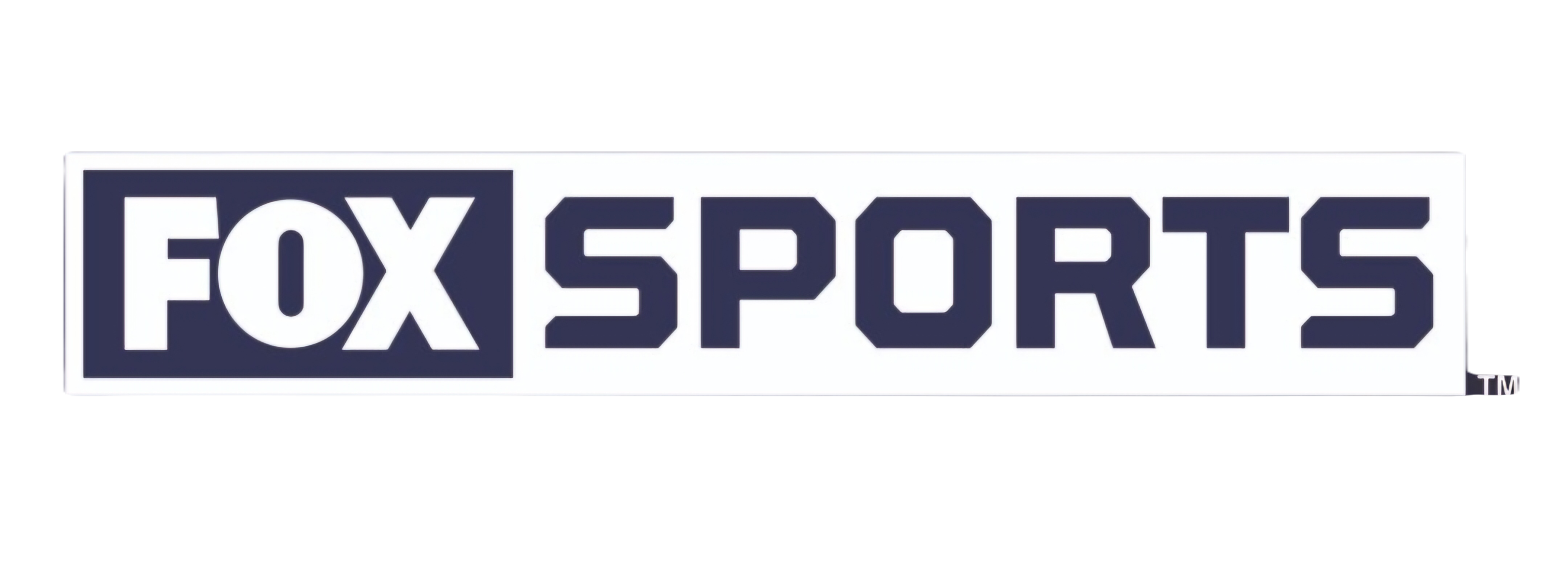
Desde 2022 (alternativo)